# ۴-استوکسی-می‌پی‌تی
۴-استوکسی-می‌پی‌تی (به انگلیسی: 4-Acetoxy-MiPT) با فرمول شیمیایی C۱۶H۲۲N۲O۲ یک ترکیب شیمیایی است. که جرم مولی آن ۲۷۴٫۳۵۸ g/mol می‌باشد. 